# Orsotriaena nicobarica
Orsotriaena nicobarica är en fjärilsart som beskrevs av Evans 1932. Orsotriaena nicobarica ingår i släktet Orsotriaena och familjen praktfjärilar. Inga underarter finns listade i Catalogue of Life.